# Еланский Казачий Музейно-мемориальный комплекс
Еланский Казачий Музейно-мемориальный комплекс — мемориальный комплекс в станице Еланской Шолоховского района Ростовской области.

## История
Еланский Казачий Музейно-мемориальный комплекс в станице Еланская был открыт в 2006 году.
Станица Еланская была основана казаками в XVII веке на левом берегу Дона, недалеко от станицы Вешенской. До революции в станице проживало около 10000 станичников. На конец 2023 года в Еланской живёт около 50 человек, часть её жителей перебралась в Вешенскую.
Музейно-мемориальный комплекс находится на территории усадьбы казака-предпринимателя Мелихова Владимира Петровича. В состав комплекса входят: музей, памятник Матери-Казачке, скульптура генерала П. Н. Краснова, поклонный Крест, барельефы белых военачальников: Е. А. Волошинова, А. М. Каледина, С. В. Денисова, А. М. Назарова, В. М. Чернецова, И. А. Полякова, памятные Кресты трагических мест для казачества: Лиенц, Чаталджи, Крым, Новороссийск. Автор мемориала — скульптор К. Р. Чернявский.
Музей увековечивает память казаков Дона. В экспозиции исторического музея представлены материалы разных этапов жизни казаков, отражающие их культуру, воинскую службу, страницы истории. Среди них: фотографии, личные вещи, книги, личные дневники, документы донского казака генерал-лейтенанта Балабина Евгения Ивановича, прялки, старинные сундуки, плакаты и др. Рядом с музеем установлены бронзовые скульптуры казака в военной форме с винтовкой и коленопреклоненного казака с винтовкой.
Около входа в музей установлен бронзовый памятник донскому атаману генералу Русской Императорской армии Петру Николаевичу Краснову. Генерал изображен стоящим на высоком бетонном пьедестале, облицованном камнем, в военной форме с церемониальной булавой в поднятой правой руке. Памятник матери-казачки представляет собой фигуру молодой женщины-казачки, установленную на невысоком постаменте. Рядом с ней находятся скульптуры двоих разновозрастных детей.
4 мая 2025го памятник П.Н. Краснову был сброшен с пьедестала, по решению суда, и вывезен за пределы комплекса.

## Галерея

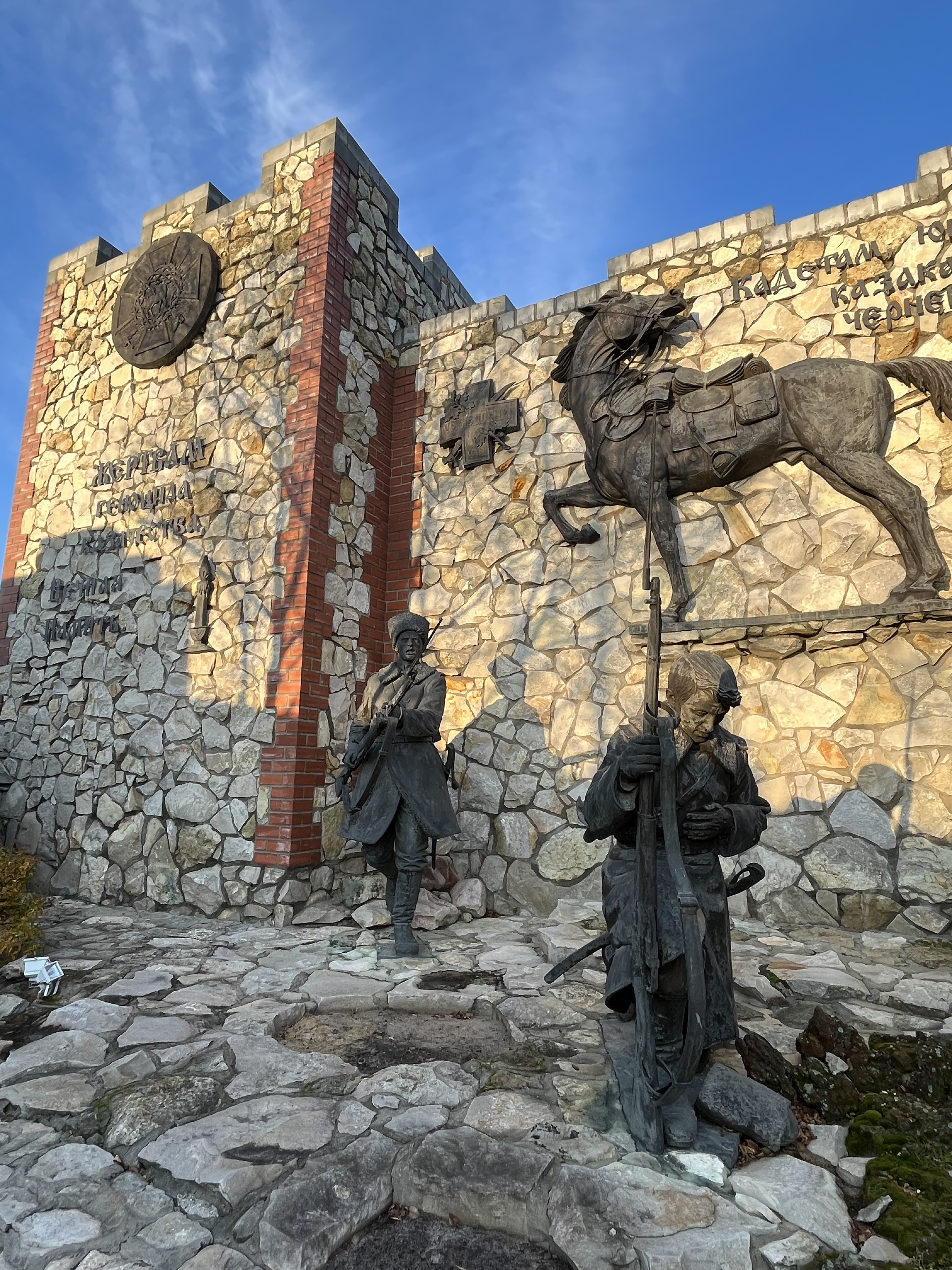
Монумент казакам-белогвардейцам
Памятник Краснову и герб Войска Донского
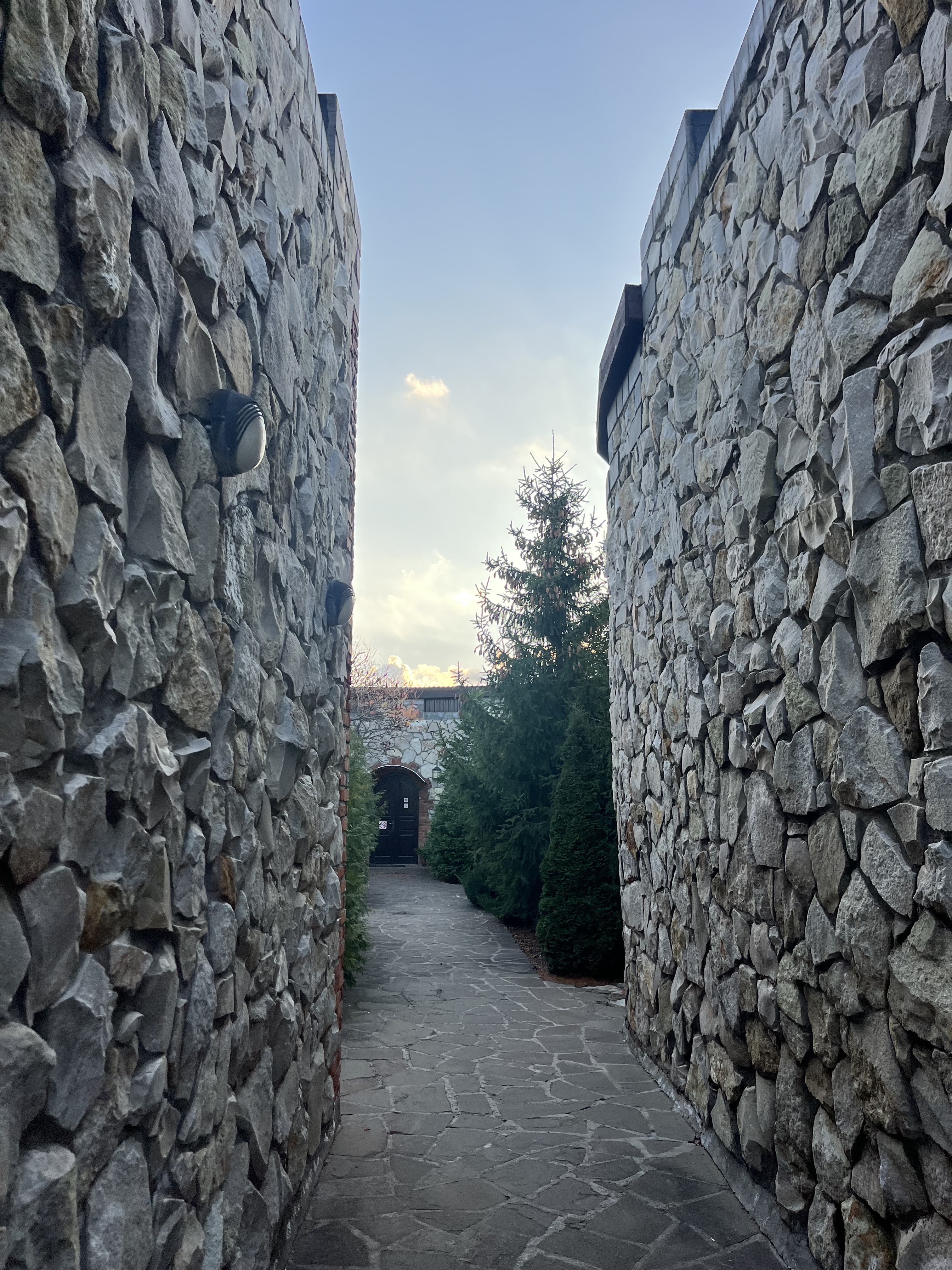
Стены музея выполненного в форме подковы
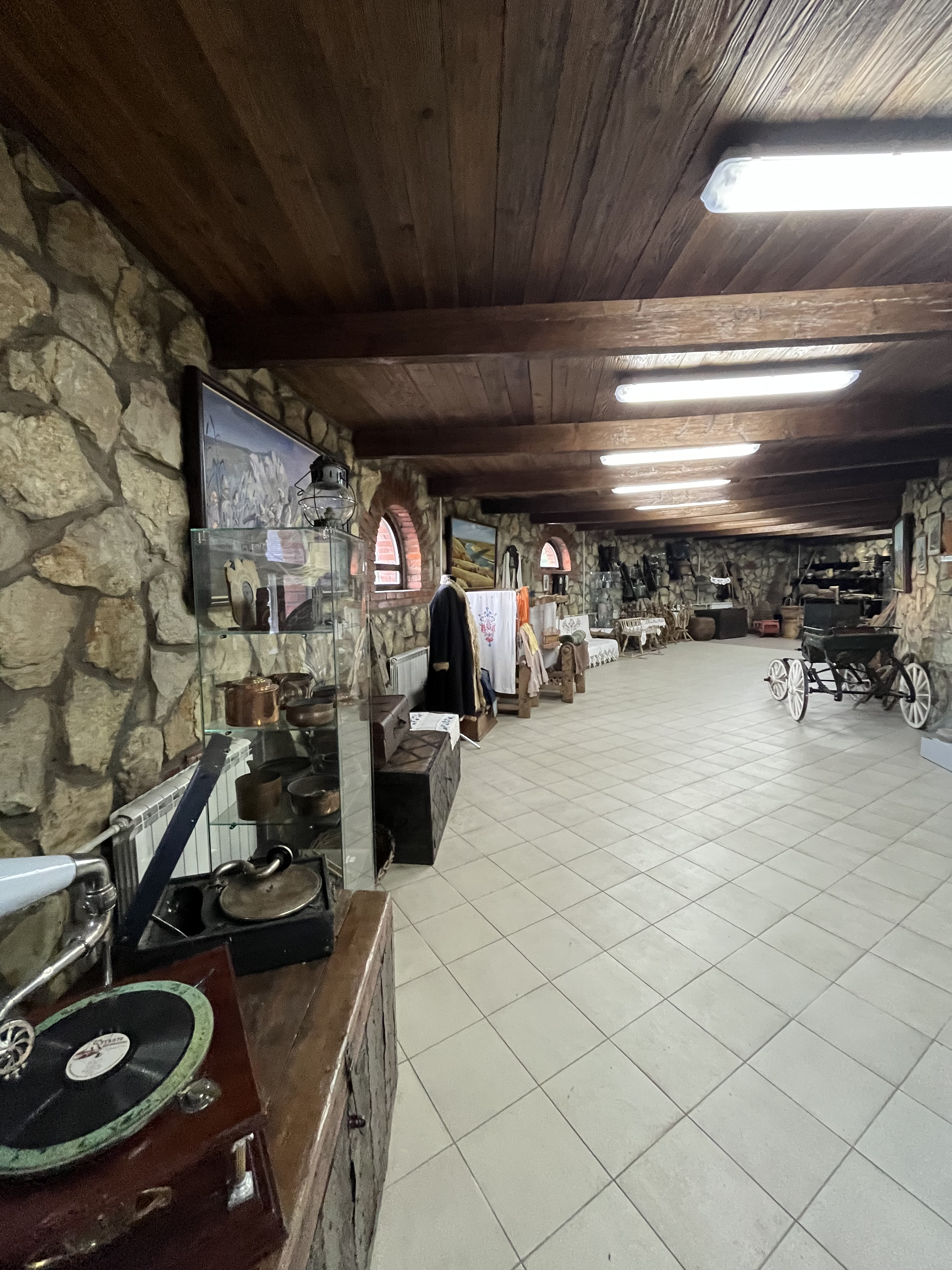
Экспозиция музея
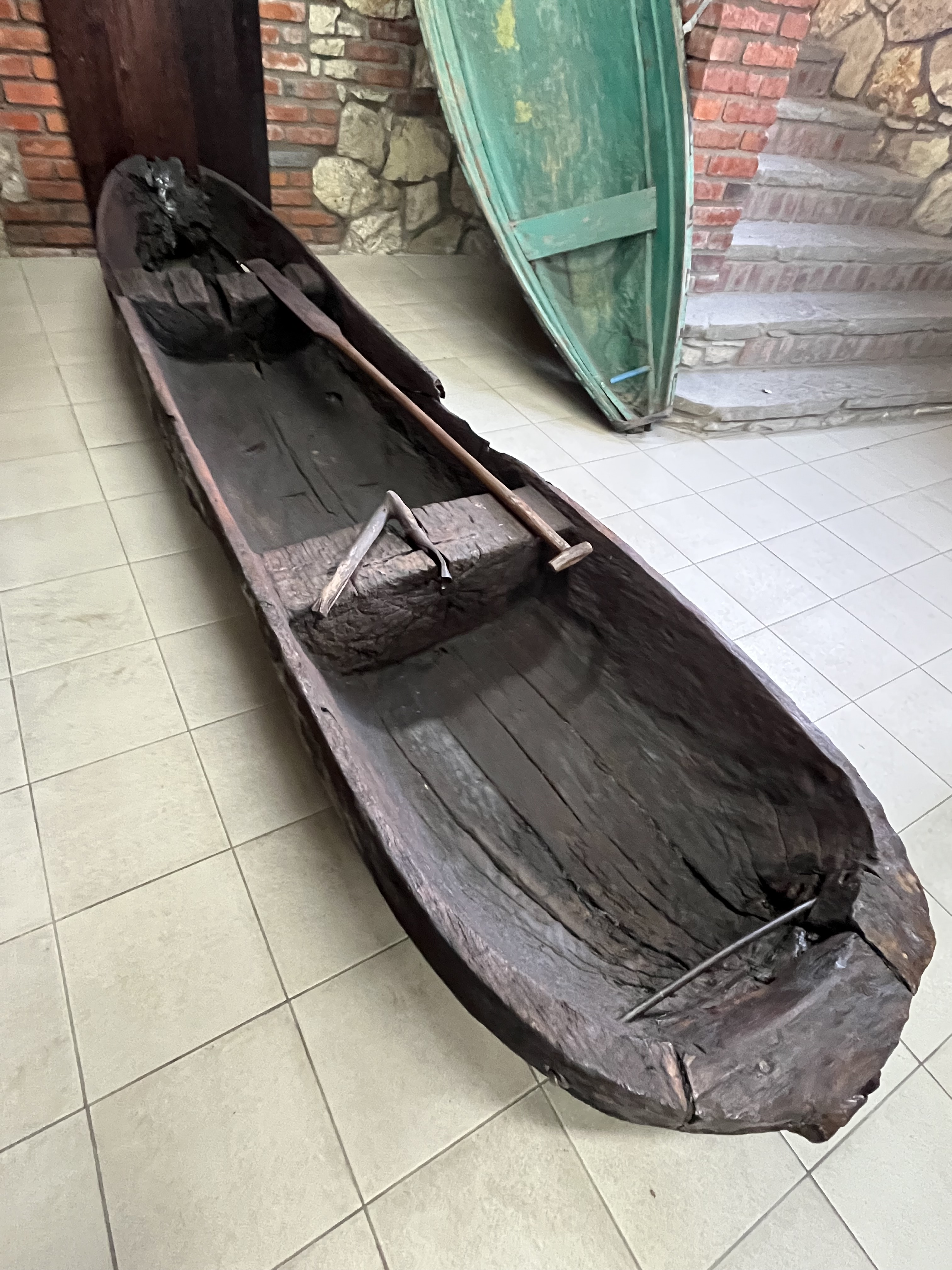
Экспозиция музея
Монумент казакам белогвардейцам
Демонтаж памятника Краснову